# Overdrive (film 2017)
Overdrive è un film del 2017 diretto da Antonio Negret.
Tra gli interpreti della pellicola, sceneggiata da Michael Brandt e Derek Haas, figurano Scott Eastwood, Freddie Thorp, Ana de Armas e Gaia Weiss.
In Italia è uscito il 23 agosto 2017.

## Trama
Nel sud della Francia i fratellastri Foster, Andrew e Garrett, sono esperti ladri d'auto d'epoca e vengono assunti per recuperare una Bugatti Tipo 57 SC Atlantic del 1937 appena battuta ad un'asta vinta dal noto mafioso e miliardario francese Jacomo Morier per 41 milioni di dollari. Una volta rubata l'auto, i fratelli vengono rapiti da Morier, che mostra loro la sua collezione di auto d'epoca. Proprio quando Morier sta per sparargli, i fratelli si offrono di completare la sua collezione rubando la Ferrari 250 GTO del 1962 posseduta da Max Klemp, giovane boss della ricca mafia berlinese che ha deciso di trasferirsi in Costa Azzurra.
Morier accetta, ma chiede di completare il lavoro in una settimana. I fratelli mettono insieme una squadra di autisti, includendo Stephanie, la ragazza di Andrew, e la sua amica Devin. I due fratelli sono sorvegliati dal cugino di Morier, Laurent, e da due agenti dell'Interpol. Andrew dice a Garret che sarà il suo ultimo colpo perché vuole chiedere a Stephanie di sposarlo.
Garret comincia una relazione con Devin, nonostante la sua ultima fidanzata gli avesse rubato una Ferrari mentre dormiva. I ragazzi, dopo aver conosciuto Max Klemp, pensano di fuggire, ma come sicurezza gli uomini di Morier rapiscono Stephanie mentre è al mercato a Marsiglia. Andrew e Garret arrivano al loro appartamento e Devin racconta del rapimento di Stephanie. Diretti alla casa di Morier per trovare Stephanie, si imbattono proprio in Morier, che li porta dalla ragazza, tenuta in ostaggio sotto la ruota di una macchina. Andrew e Garret promettono di fare il lavoro per salvare Stephanie.
Quando arriva il giorno della rapina, i fratelli mettono in atto il piano. Stephanie, chiusa in una camera della casa di Morier, prova a sedurre Laurent per rubargli il portafoglio, ma fallisce; si scopre però che ha rubato la carta che le permette di uscire dalla stanza e attiva l'allarme per poi scappare. Si incontra poi con Andrew e la squadra. Morier si rende conto che in realtà il piano dei ragazzi è di rubare le sue auto così dopo essersi liberato dei due agenti dell'Interpol, che in realtà erano parte della squadra di Andrew, inizia un inseguimento, durante il quale Andrew chiede a Stephanie di sposarlo e lei accetta. Nello scontro finale, Morier rimane ucciso quando la sua macchina finisce nel mare dopo uno scontro con un pullman guidato da Devin. La ragazza saluta Garret promettendogli di richiamarlo e mette in tasca la scatola di fiammiferi con il codice dell'allarme del garage di Klemp.
I ragazzi salgono su una barca al porto, che si rivela essere di Klemp, che li aspetta con il resto delle auto rubate.
L'ultima scena vede Garret, Andrew e Stephanie davanti alla Tour Eiffel, con Garret che aspetta invano una telefonata di Devin. Questa però arriva sulla Ferrari 250 GTO di Klemp e i quattro pianificano il loro prossimo colpo a Barcellona.

## Produzione
Il 12 maggio 2011 è stato annunciato che Pierre Morel avrebbe prodotto il film thriller d'azione Overdrive, Antonio Negret avrebbe diretto il film basato sulla sceneggiatura di Michael Brandt e Derek Haas, che avrebbe anche prodotto il film. La Sentient Pictures avrebbe prodotto il film. Il 1º settembre 2015 Christopher Tuffin è stato anche annunciato per produrre il film. Nel novembre 2015, Kinology ha venduto i diritti internazionali del film a diversi acquirenti. Alex Pettyfer , Matthew Goode, Garrett Hedlund, Jamie Bell, Karl Urban, Ben Barnes, Emilia Clarke e Sam Claflin sono stati tutti una volta assegnati separatamente in vari punti durante lo sviluppo.
Le riprese principali del film sono iniziate il 4 gennaio 2016 a Parigi e Marsiglia, in Francia.

## Accoglienza
Sul sito web aggregatore di recensioni Rotten Tomatoes, il film ha ottenuto una percentuale di approvazione del 23%, basata su 13 recensioni.